# Schrankia costaestrigalis
Espèce
L'Hypénode du serpolet (Schrankia costaestrigalis) est une espèce d'insectes lépidoptères de la famille des Erebidae.
On la trouve en Europe.
Il a une envergure de 16 à 22 mm. Il vole de mai à octobre selon les régions.
Sa larve vit sur de nombreuses espèces de plantes herbacées et arbres

## Galerie

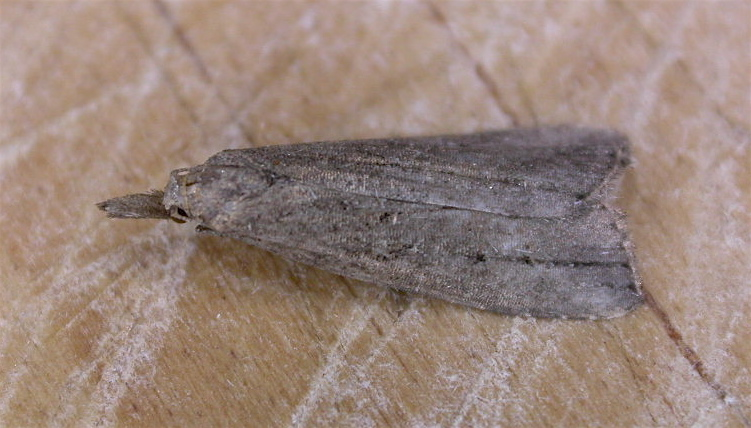